# Talpó de la tundra
El talpó de la tundra (Alexandromys oeconomus) és una espècie de talpó que es troba a l'Europa central i septentrional, Àsia i el nord-oest de Nord-amèrica (incloent-hi Alaska i el nord-oest del Canadà).